# Seres 3
Seres 3 este un SUV 100% electric comercializat de producătorul chinez Seres, fiind dezvoltat în colaborare cu DFSK, un joint venture între Sokon Automobile și compania deținută de stat Dongfeng. Este versiunea de export al modelului Ruichi S513 vândut în China.
Automobilul este disponibil și în România, fiind importat de „SUV CARS”.